# Phan Kích Nam
Phan Kích Nam (? - 1946) là Đảng viên Việt Nam Quốc Dân Đảng và là đại biểu Quốc hội Việt Nam khóa I. Ông bị chính quyền Việt Nam Dân chủ Cộng hòa bắt trong vụ án Ôn Như Hầu.

## Tiểu sử
Phan Kích Nam tên thật là Phan Xuân Thiện, nguyên quán tại quận Điện Bàn, tỉnh Quảng Nam, con một mục sư đạo Tin Lành, đậu Tú Tài từ thời Pháp thuộc nhưng không chịu ra làm công chức mà sống bằng nghề dạy học tại các trường Tư thục, để dành thời giờ hoạt động cách mạng . Ông tham gia Việt Nam Quốc dân Đảng và phát triển Đảng bộ tại Quảng Nam, làm phó đoàn trưởng Quốc gia Thanh niên đoàn (một tổ chức thanh niên của Việt Nam Quốc Dân Đảng).
Khi Việt Minh đoạt được chính quyền, Phan Xuân Thiện liền ra Hà Nội và được Trung ương Đảng bộ Việt Nam Quốc Dân Đảng ủy nhiệm làm Chủ nhiệm "Đệ Thất Khu Đảng bộ.". Khi VNQDĐ tham gia Chính phủ liên hiệp lâm thời Việt Nam cùng với Việt Minh, ông được cử làm đại biểu Quốc hội Việt Nam khóa I không qua bầu cử.
Ngày 12 tháng 7 năm 1946, trong vụ án Ôn Như Hầu, ông bị bắt cùng với Nguyễn Văn Phúc, Nguyễn Chữ, Phan Quán, Phạm Văn Thắng, và vài người khác. Trong sự kiện này, Việt Minh đồng loạt tấn công các trụ sở của các đảng Đại Việt Quốc dân Đảng và Việt Nam Quốc dân Đảng với lý do là "để đập tan âm mưu đảo chính của Quốc dân Đảng và Đại Việt Quốc dân Đảng cấu kết với thực dân Pháp".
Phan Kích Nam bị bắt giam tại Nha Công an Bắc bộ. Sau một thời gian bị đưa sang giam tại ngục thất Hỏa Lò vào sà-lim dành cho tử tù án chém. Mãi tới gần chiến tranh Đông Dương (tháng 12 năm 1946), Phan Kích Nam bị đưa lên giam vào Hầm kín (Cachot), tại đề lao tỉnh Phú Thọ. Theo website của Việt Nam Quốc Dân Đảng, ông bị Việt Minh đem ra bãi cỏ gần đề lao Phú Thọ thủ tiêu  cùng với 12 người khác, trong số có Lê Khang (tức Lê Ninh).